# Ho Chi Minh (città)
La città di Ho Chi Minh (Thành phố Hồ Chí Minh [tʰàn fǒ hò tɕǐ mɨ̄n] in vietnamita), già Saigon (Sài Gòn [sàj ɣɔ̀ŋ] in vietnamita, Saïgon in francese) è la città più popolosa del Vietnam. Si trova nella parte meridionale del paese sulla sponda occidentale del fiume Saigon.
Prima della sua annessione nel secolo XVII da parte dei vietnamiti, che la ribattezzarono Saigon, era nota come Prey Nokor. Tra il 1949 e il 1955 fu la capitale dello Stato del Vietnam e tra il 1955 e il 1975 del Vietnam del Sud.

## Geografia fisica
La città è situata poco a settentrione del delta del Mekong sulla riva occidentale del fiume Saigon a un'altitudine media di 19 m s.l.m. La distanza dalla costa del Mar Cinese Meridionale è di circa 40 km.

### Clima
Il periodo di maggiori precipitazioni è tra maggio e novembre, i mesi di aprile e maggio sono quelli con le temperature medie più elevate mentre i mesi più freschi sono dicembre e gennaio. 
| Mese                | Mesi | Mesi | Mesi | Mesi | Mesi  | Mesi  | Mesi  | Mesi  | Mesi  | Mesi  | Mesi  | Mesi | Anno    |
| Mese                | Gen  | Feb  | Mar  | Apr  | Mag   | Giu   | Lug   | Ago   | Set   | Ott   | Nov   | Dic  | Anno    |
| ------------------- | ---- | ---- | ---- | ---- | ----- | ----- | ----- | ----- | ----- | ----- | ----- | ---- | ------- |
| T. max. media (°C)  | 31,6 | 32,9 | 33,9 | 34,6 | 34,0  | 32,4  | 32,0  | 31,8  | 31,3  | 31,2  | 31,0  | 30,8 | 32,3    |
| T. min. media (°C)  | 21,1 | 22,5 | 24,4 | 25,8 | 25,2  | 24,6  | 24,3  | 24,3  | 24,4  | 23,9  | 22,8  | 21,4 | 23,7    |
| Precipitazioni (mm) | 13,8 | 4,1  | 10,5 | 50,4 | 218,4 | 311,7 | 293,7 | 269,8 | 327,1 | 266,7 | 116,5 | 48,3 | 1 931,0 |
| Giorni di pioggia   | 2,4  | 1,0  | 1,9  | 5,4  | 17,8  | 19,0  | 22,9  | 22,4  | 23,1  | 20,9  | 12,1  | 6,7  | 155,6   |

Fonte dei dati: Hydro-Meteorological Service of Vietnam

## Storia

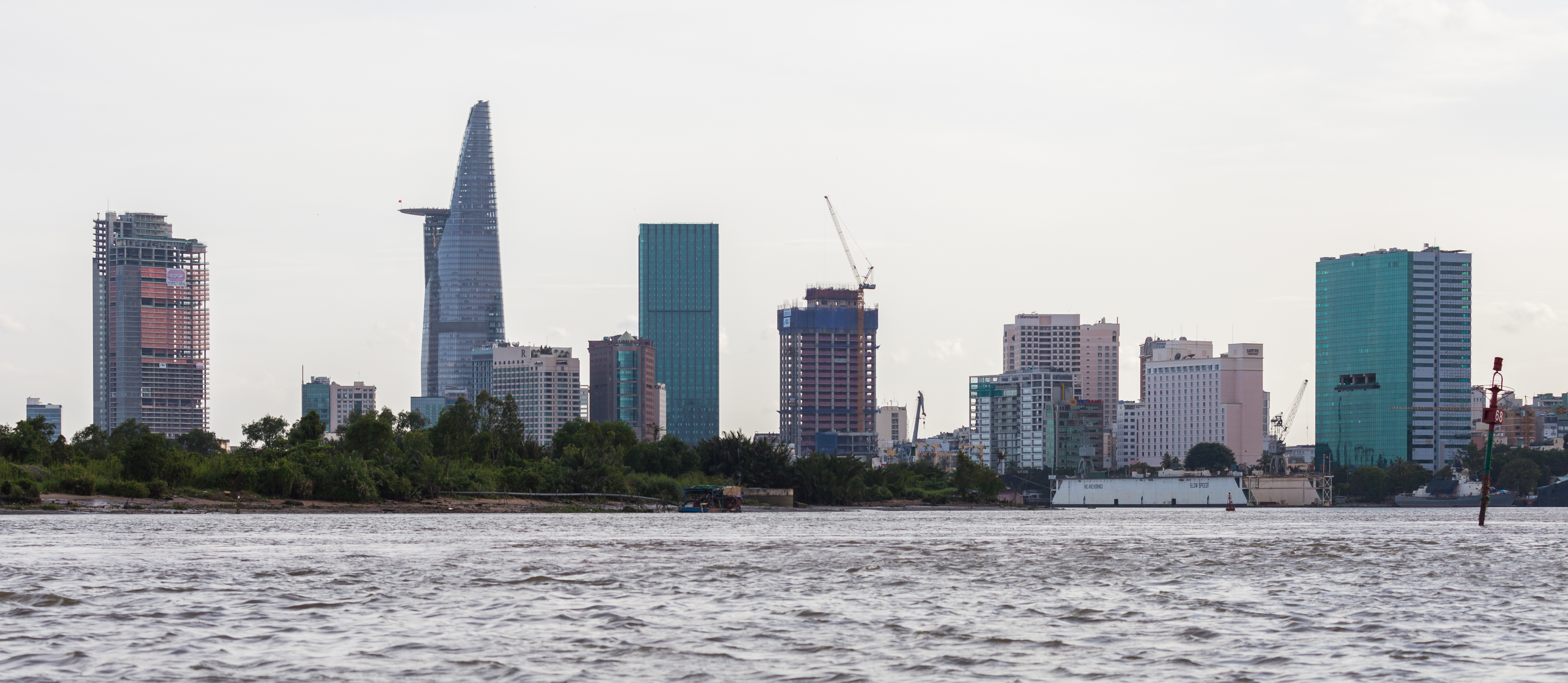
Centro cittadino di Ho Chi Minh

### Fondazione di Sài Gòn
Hồ Chí Minh nasce come piccolo villaggio di pescatori, era originariamente conosciuta come Prey Nokor e si trovava in una zona paludosa abitata dal popolo Khmer. Con lo stanziamento dei vietnamiti nel XVII secolo divenne conosciuta come Sài Gòn, e molti ancora la chiamano con questo nome. Nguyen Phuc Chu, un nobile vietnamita, venne inviato a stabilire le strutture amministrative dell'area nel 1698 ed è spesso accreditato per l'espansione di Sài Gòn in un insediamento significativo. La città venne anche influenzata dai francesi durante la loro occupazione coloniale del Vietnam, e diversi dei suoi edifici più importanti riflettono questa influenza.

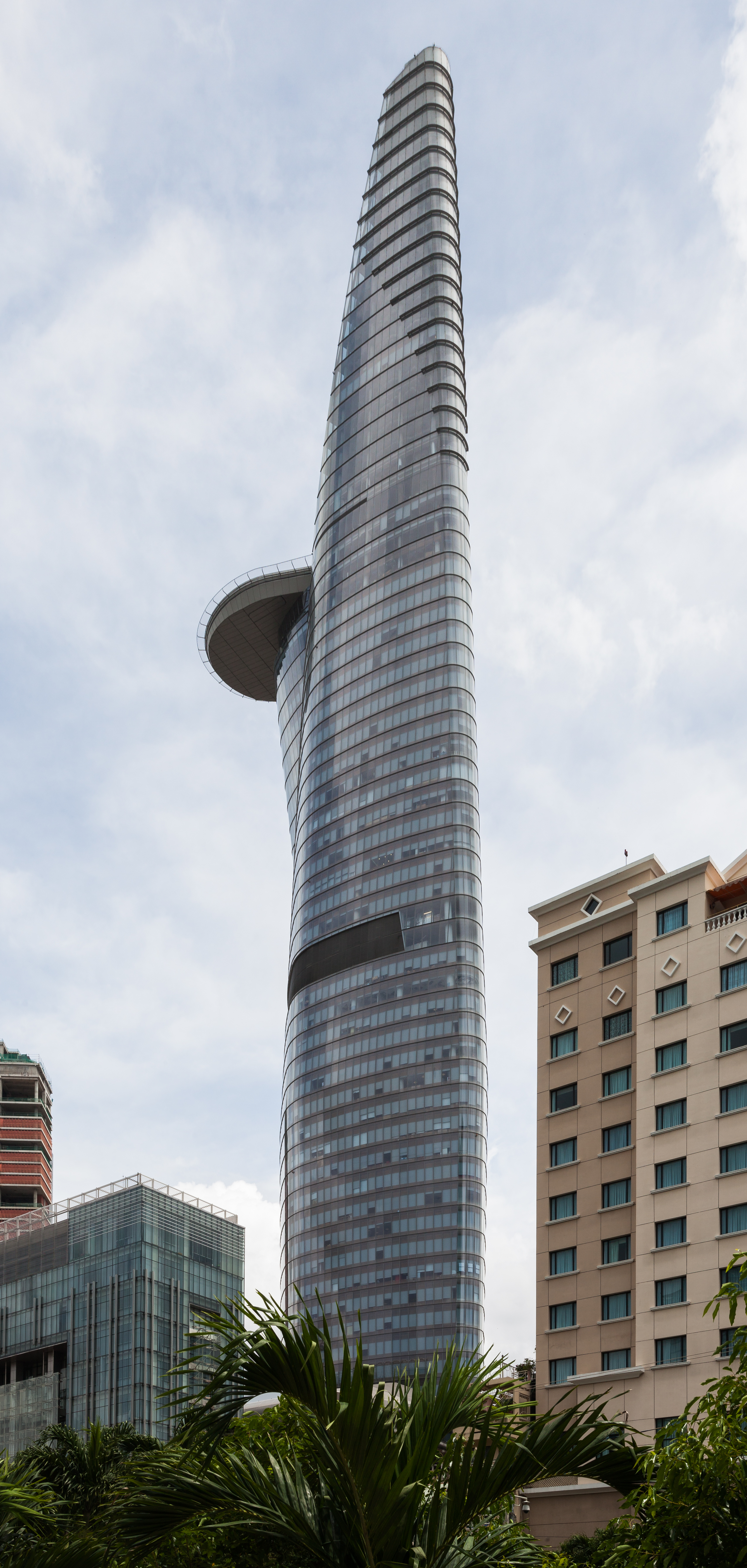
Bitexco Financial Tower

Nel 1954, i francesi vennero sconfitti dai Viet Minh comunisti nella battaglia di Dien Bien Phu e si ritirarono dal Vietnam. Non riconobbero il nuovo governo dei comunisti, diedero il loro appoggio a un governo affidato all'imperatore Bảo Đại con la creazione nel 1949 dello Stato del Vietnam, che ebbe come capitale Saigon. Quando il Vietnam venne ufficialmente diviso in Vietnam del Nord (la Repubblica Democratica del Vietnam) e Vietnam del Sud (la Repubblica del Vietnam), il governo del Sud, guidato dal Presidente Ngô Đình Diệm, mantenne Sài Gòn come capitale.

### Ho Chi Minh
Alla conclusione della guerra del Vietnam, nel 1975, le forze del Fronte di Liberazione Nazionale del Vietnam presero la città. L'evento pose fine al conflitto ed è conosciuto anche come la "Caduta di Saigon". I comunisti vittoriosi rinominarono quindi la città, dedicandola al padre fondatore del Vietnam socialista Ho Chi Minh. Il precedente nome Saigon viene ancora usato ma, ufficialmente, indica solo l'odierno Distretto Uno della città.

## Monumenti e luoghi d'interesse

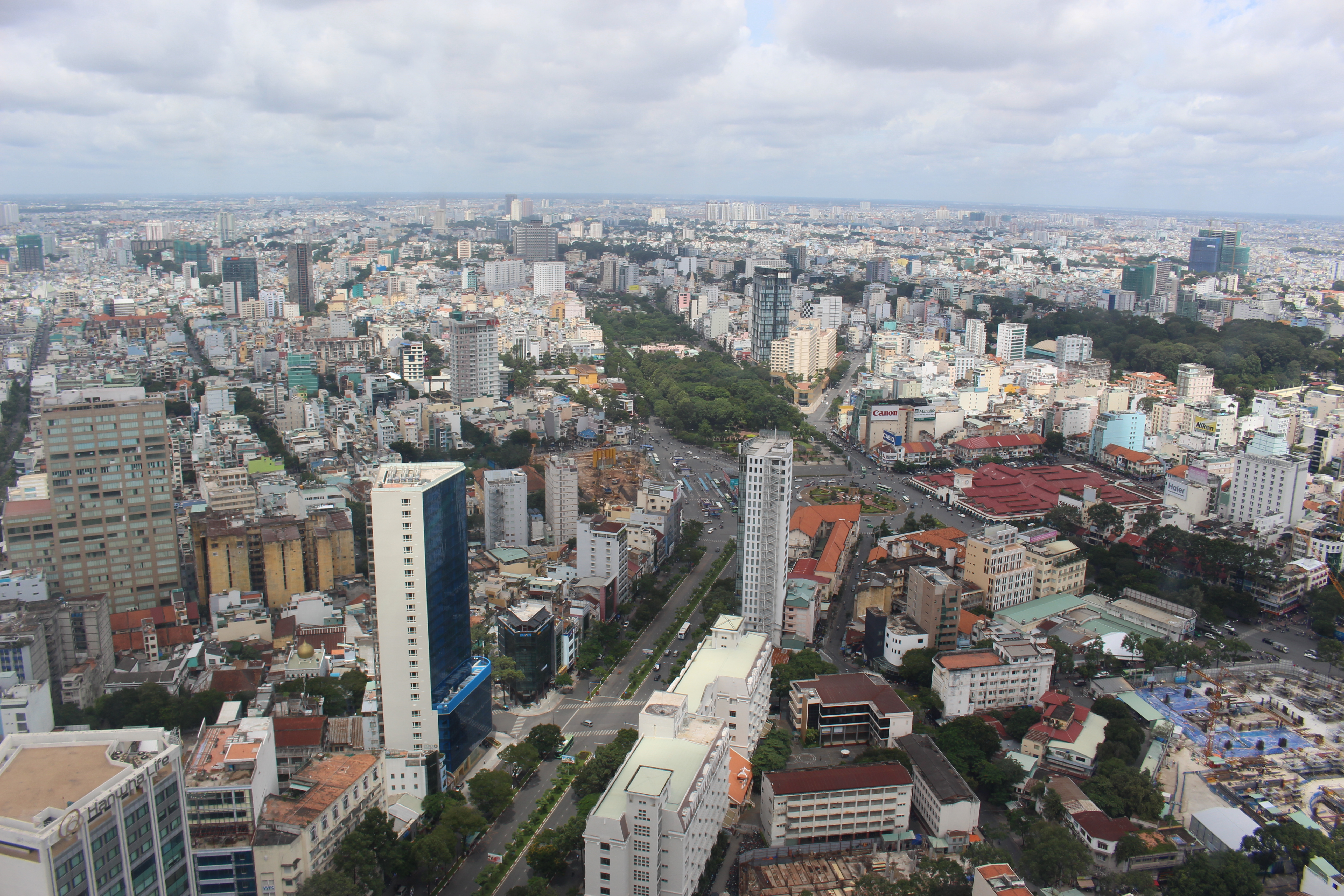
La città vista dal Bitexco Financial Tower

### Architetture religiose
La più grande pagoda della città è quella di Xá Lợi sede centrale del buddismo in Vietnam.
La più caratteristica è la pagoda dell'Imperatore di Giada costruita nel 1909 dalla comunità cantonese e situata nel Distretto n. 1. 
Alla divinità cinese Mazu è dedicato il tempio Thien-Hau risalente al 1760.
Uno degli edifici coloniali più rilevanti della città è la Basilica di Notre-Dame edificata tra il 1877 e il 1883 e centro della comunità cattolica della città. Altre chiese cattoliche sono la chiesa del Sacro Cuore di Gesù di Cholon, la più antica della città, la chiesa di San Giuseppe, la chiesa di San Filippo, la chiesa di San Francesco Saverio, la chiesa del Sacro Cuore di Gesù di Tan Dinh e la chiesa di Santa Giovanna d'Arco.

### Architetture civili
- Palazzo dell'indipendenza
- Posta centrale di Ho Chi Minh edificata tra il 1886 e il 1891
- Teatro dell'Opera
- Hotel Continental
- Municipio di Ho Chi Minh
- Mercato Bến Thành
- Grand Hôtel
- Torre Sunwah

A Ho Chi Minh si trova l'edificio più elevato del Vietnam, il grattacielo Landmark 81 (462 m), il secondo edificio più elevato è la Bitexco Financial Tower.

### Architetture militari
Nel distretto rurale di Củ Chi si trova il sistema dei tunnel di Cu Chi.

## Società

### Evoluzione demografica
Hồ Chí Minh aveva nel 2014 circa 8 milioni di abitanti ed è la città più popolosa del Vietnam. È anche la più popolosa tra le unità amministrative di livello provinciale. Si ritiene che entro il 2025 avrà superato i 13,9 milioni di abitanti. Dal punto di vista etnico, la maggioranza della popolazione è vietnamita (Kinh) o Hoa (cinesi d'oltremare), anche se membri di altre minoranze etniche si sono trasferiti in città.

## Cultura

### Istruzione

#### Università

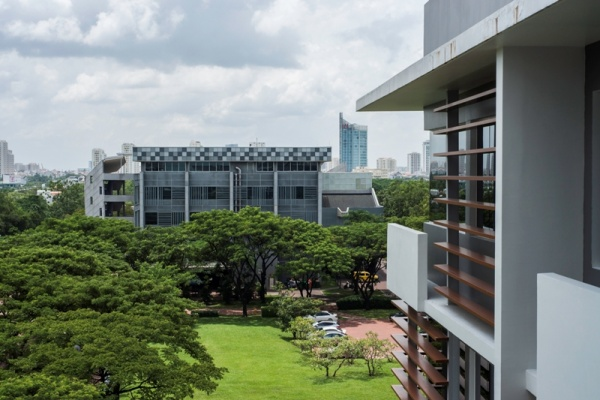
RMIT Saigon South Campus

La città di Ho Chi Minh ospita oltre 80 università per un totale di oltre 400 000 studenti. Le università principali sono l'Università nazionale di Ho Chi Minh con 50 000 studenti divisi in sei sedi, il Politecnico di Ho Chi Minh con circa 26 000 studenti.

#### Musei
- Museo della guerra
- Museo civico di Ho Chi Minh
- Museo di storia vietnamita

## Geografia antropica

### Suddivisioni amministrative

Distretti urbani di HCMC
1–12. Distretti da 1 a 12
13. Bình Thạnh
14. Bình Tân
15. Gò Vấp
16. Phú Nhuận
17. Tân Bình
18. Tân Phú
19. Thủ Đức

Hồ Chí Minh è una municipalità, ma è anche una suddivisione amministrativa statale di secondo livello, al pari delle province del Vietnam. Come tale, ha una struttura politica simile alle province, con un Consiglio del Popolo e un Comitato del Popolo, che ne costituiscono le principali entità amministrative.
La municipalità è divisa in 19 distretti urbani (Quận) e cinque distretti rurali (Huyện).

I distretti rurali, pur essendo compresi nei confini ufficiali della municipalità, si trovano nei sobborghi e comprendono le aree agricole intorno alla città, sono chiamati:
- Nhà Bè
- Cần Giờ
- Hóc Môn
- Củ Chi
- Bình Chánh

I restanti diciannove distretti si trovano all'interno del centro abitato. Solo sette di questi, quelli più periferici, hanno un nome (Tân Bình, Bình Thạnh, Phú Nhuận, Thủ Đức, Gò Vấp, Bình Tân e Tân Phú), mentre quelli situati nelle aree più centrali della città sono semplicemente numerati da uno a dodici.

## Infrastrutture e trasporti
L'Aeroporto Internazionale Tan Son Nhat è uno dei due hub aeroportuali vietnamiti. Il traffico di oltre 35 milioni di passeggeri all'anno ne fa il primo scalo vietnamita per passeggeri complessivi. Nel 2024 viene inaugurata la metropolitana.

## Amministrazione

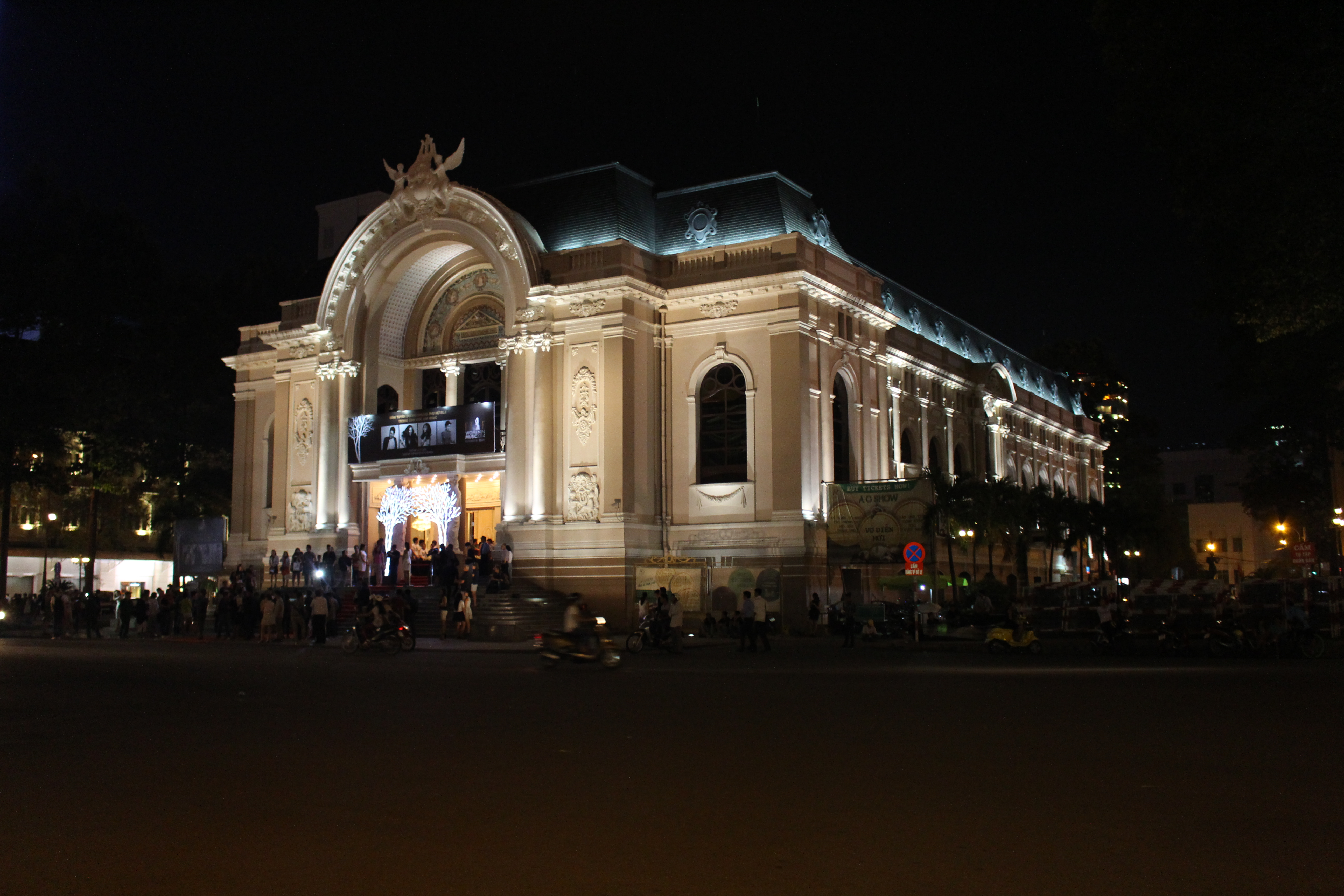
Teatro

### Gemellaggi
Ho Chi Minh è gemellata con:
- Taipei, Repubblica di Cina, dal 1968
- Shanghai, Cina, dal 1990
- San Francisco, Stati Uniti d'America